# توکیو مارونی
توکیو مارونی (انگلیسی: Tokyo Marui) شرکت تولید اسباب‌بازی ژاپنی است، که در سالذ۱۹۶۵ تأسیس شد.